# جاك برغر
جاك برغر (بالإنجليزية: Jacques Burger) هو لاعب اتحاد الرغبي ناميبي، ولد في 29 يوليو 1983 في ويندهوك في ناميبيا.

## وصلات خارجية
- جاك برغر على موقع دوري الرغبي الممتاز (الإنجليزية)
- جاك برغر عل موقع إسبنسكروم (الإنجليزية)
- جاك برغر على موقع ItsRugby.co.uk (الإنجليزية)